# 마쓰다 카펠라
일본의 자동차 제조사인 마쓰다에서 1970년부터 2002년까지 생산한 준중형차 및 중형차이다. 대한민국에서는 4세대인 GC형이 기아자동차의 콩코드와 캐피탈의 원판으로 알려져 있다.

## 1세대 (1970-1974)

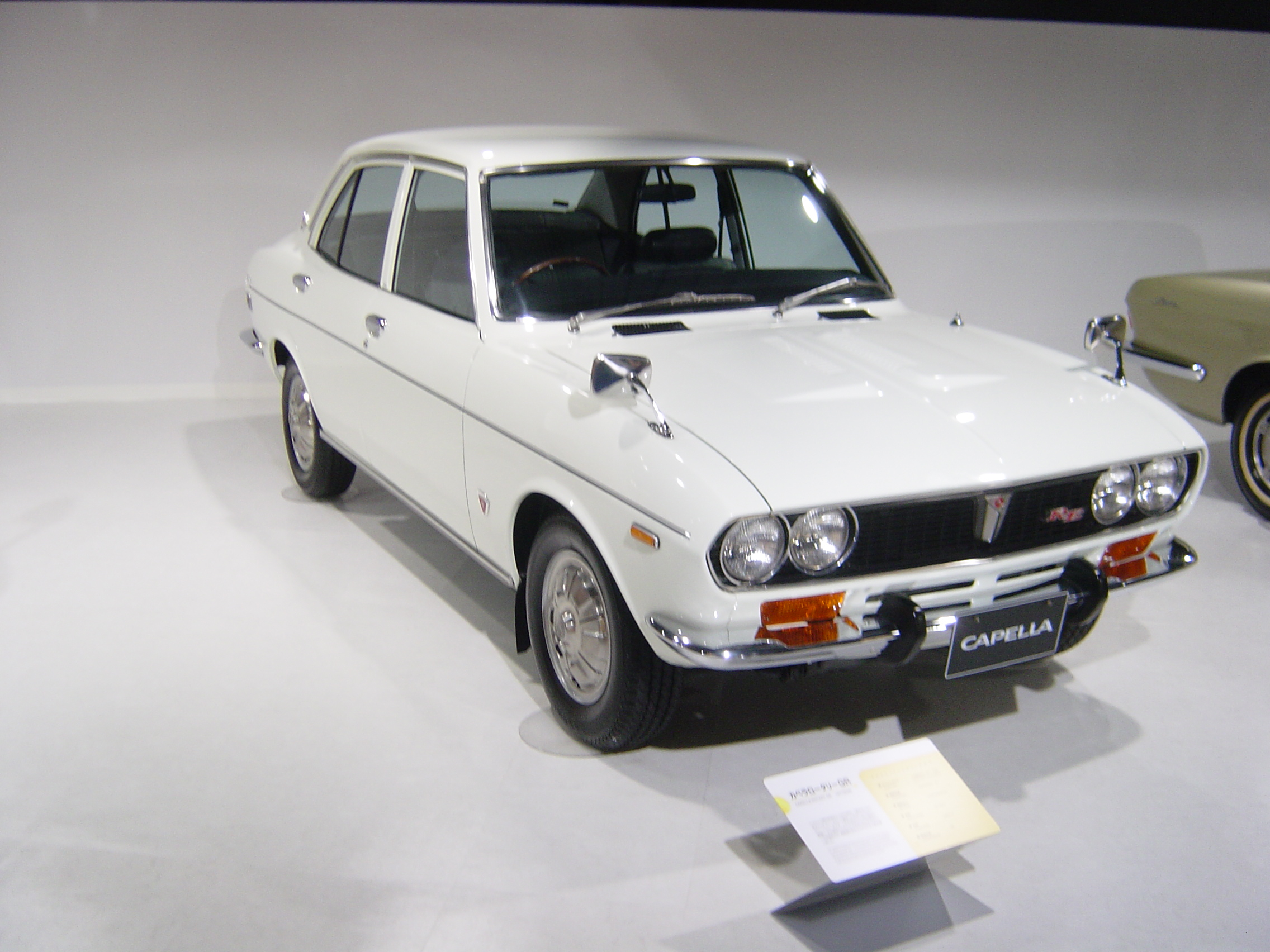
마쓰다 카펠라 정측면

당시의 일본차 중에서 평균 이상의 높은 성능을 냈다. 1971년에는 63,389대, 1972년에는 57,748대, 1973년에는 54,962대가 판매되었다.

## 2세대 (1974-1978)

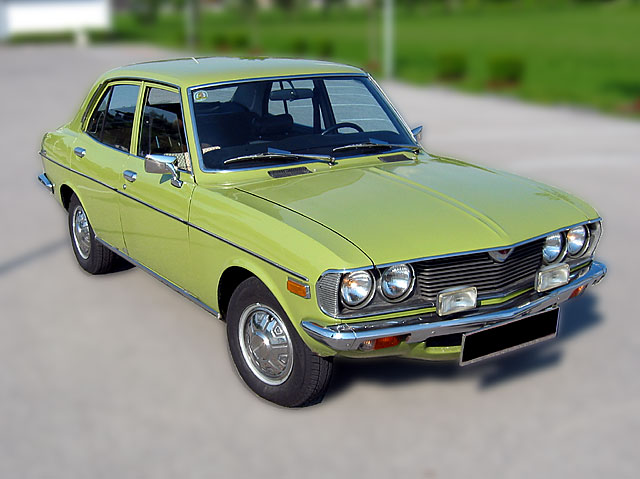
마쓰다 카펠라 정측면

1세대와 비교해서 기본적인 차체 형상은 변하지 않았으나, 프런트 마스크가 변경됨에 따라 프론트 노즈도 110mm 연장되었다. 일부에서는 2세대가 아닌 1세대로 구분하기도 한다. 1970년부터 1978년까지의 카펠라 로터리의 누계 판매 대수는 225,003대 판매했다.

## 3세대 CB (1978-1982)

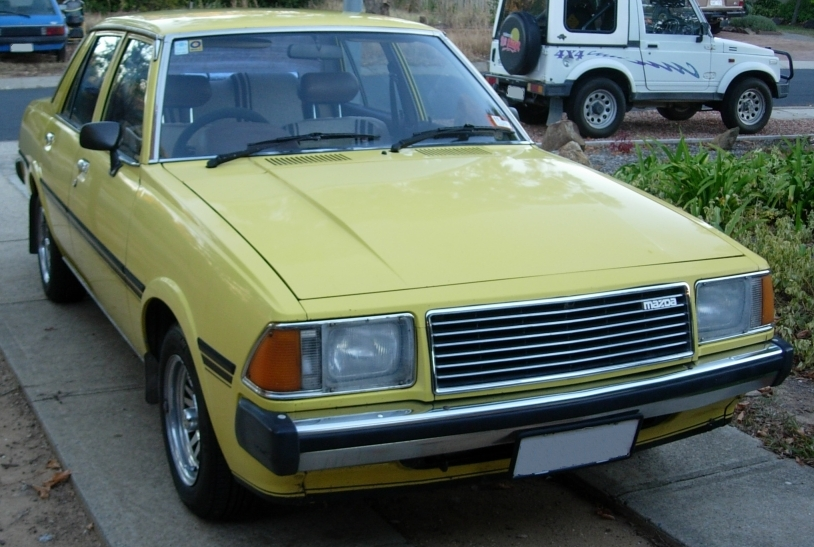
마쓰다 카펠라 정측면

3세대부터는 로터리 엔진이 적용되지 않았다. 동급 최대의 실내 공간과 트렁크 공간이 돋보였다. 출시 초기에는 1,600cc와 1,800cc가 있었고, 1979년 3월에 2,000cc가 추가되었다. 역대 카펠라 중 마지막으로 후륜구동이 채택되었다.

## 4세대 GC (1982-1987)

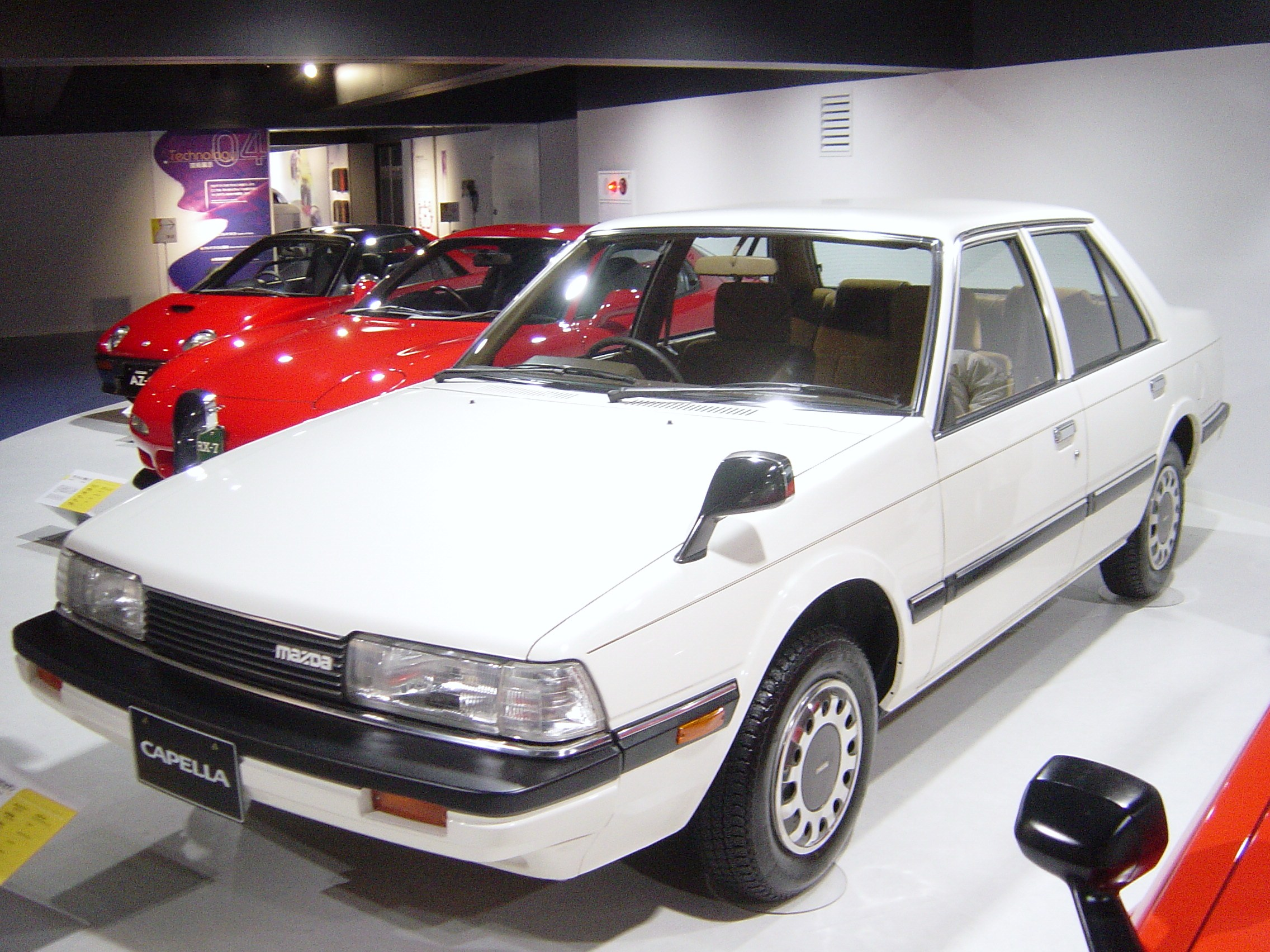
마쓰다 카펠라 정측면

후륜구동인 3세대와 달리, 4세대부터는 전륜구동 방식으로 바뀌었으며 생산 공장도 히로시마현에서 야마구치현 호후 시로 이동했다. 또한 이 세대부터 포드에서 뱃지 엔지니어링을 거쳐 텔스타로 뱃지 엔지니어링되어 일본과 오세아니아 시장에서 판매하기 시작하였다. 한 편 기아자동차에서는 1987년과 1989년에 이 차량을 콩코드와 캐피탈로 판매하였다.

## 5세대 GD/GV (1987-1991)

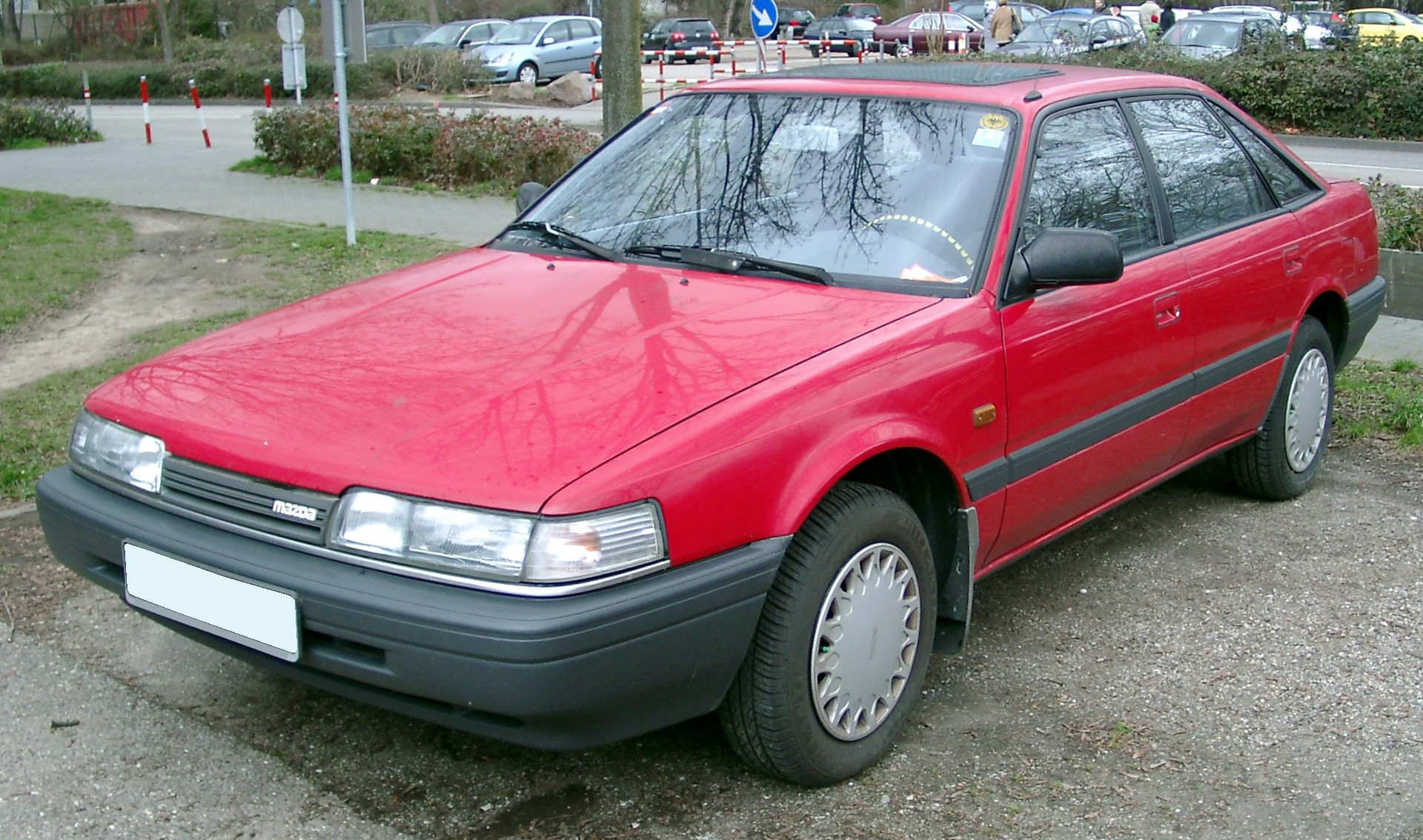
마쓰다 카펠라 정측면

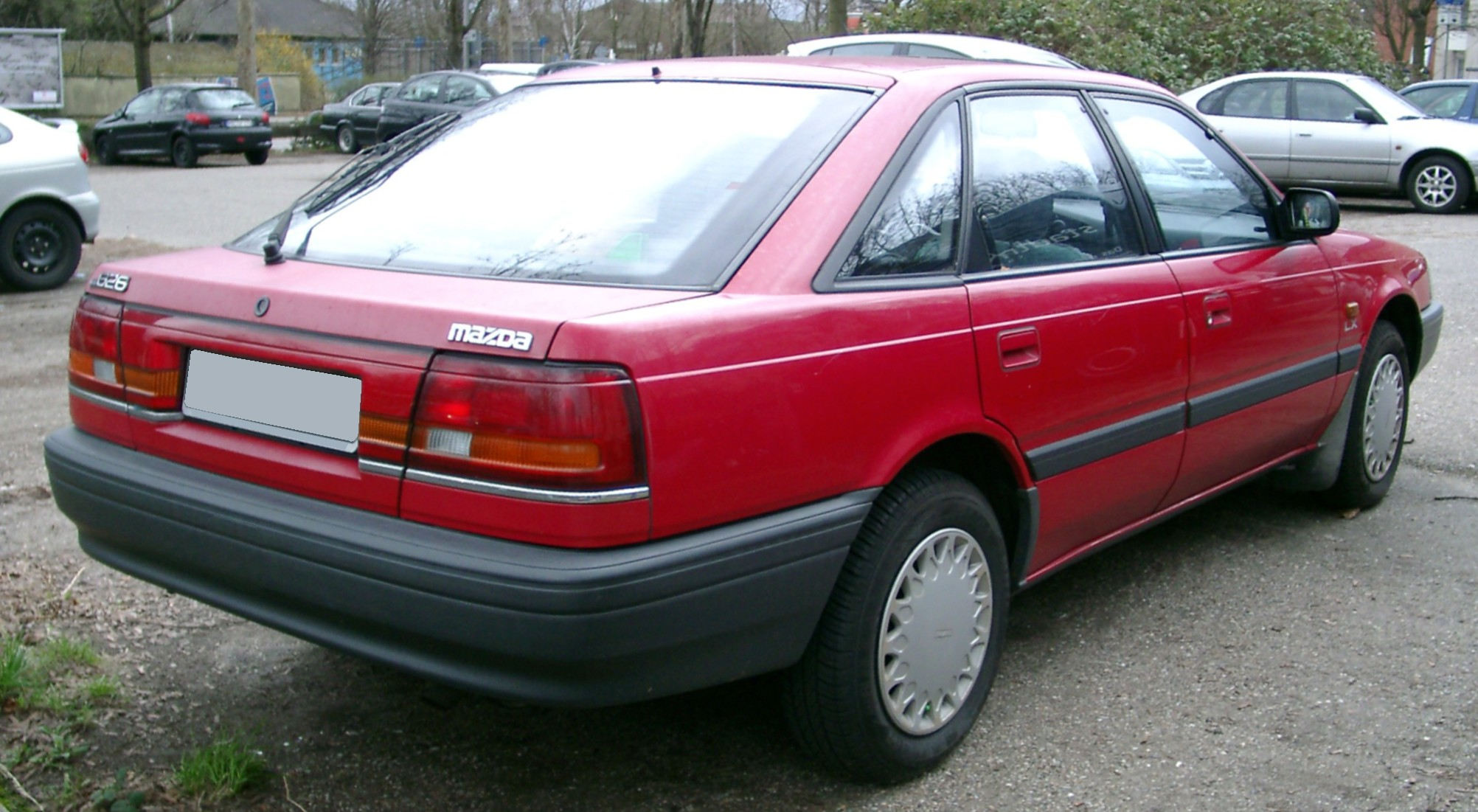
마쓰다 카펠라 정측면

1987년 출시되었으며, 해치백은 CG, 쿠페에 C2라는 서브네임이 붙었다. 택시는 이 세대까지만 생산되었고, 후에 커스텀 캡에 통합되었다. 카펠라 최초로 4륜구동이 추가되었고, 해치백, 세단, 쿠페에는 후륜 조향용 샤프트가 차체를 가로질러 리어 액슬로 연결하는 기계식 4륜조향 기능도 적용되었다. 1988년에 왜건과 밴이 추가되었고, 이 차를 기반으로 한 하드탑 세단 페르소나와 배지 엔지니어링 모델인 유노스 300이 출시되었다. 1989년 마이너체인지를 거치며 일부 사양이 변경되었다. 1991년에 세단과 쿠페는 크로노스와 앙피니 MS-6, MX-6의 출시로 인해 생산이 중단되었고 재고 차량이 1994년까지 판매되었다. 왜건은 세단과 쿠페가 단종된 후에 스바루 레거시부터 시작된 스테이션 왜건 붐을 이겨냈으며, 1994년에 페이스리프트를 거쳤다. 페이스리프트 모델은 카펠라 왜건으로 명칭이 변경되었으며, 4WD 사양은 RV 붐으로 인해 지상고 사양이 높아 험로 주파성이 높았으며, 특히 이 사양을 기반으로 한 FX는 마쓰다 최초의 크로스오버 SUV라는 의의도 있었다. 왜건은 1997년까지 생산되었으며, 밴은 2년 뒤인 1999년까지 생산되었다.

## 6세대 GE/CG (1991-1997)

### 크로노스 / 앙피니 MS-6

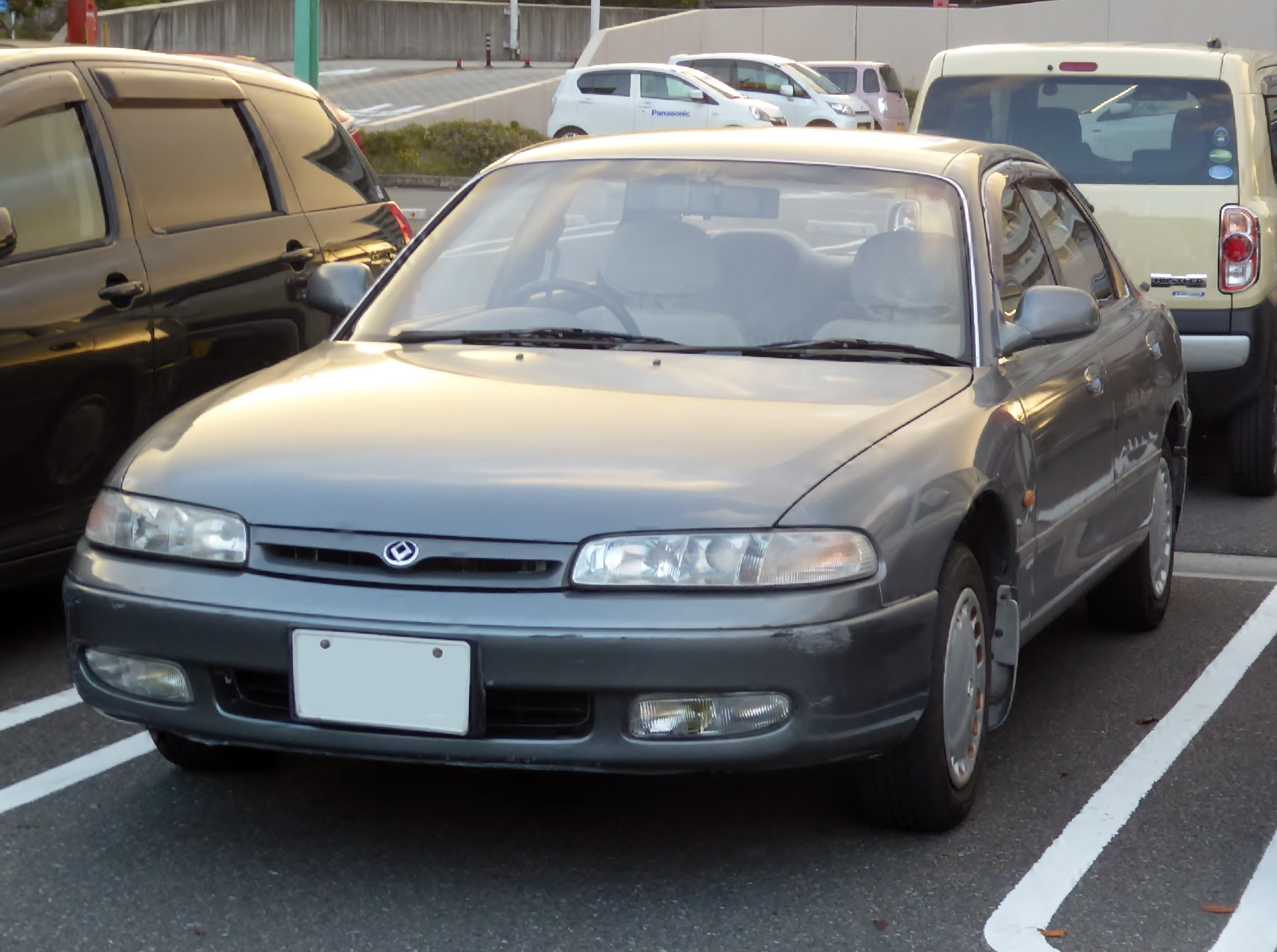
마쓰다 크로노스 정측면

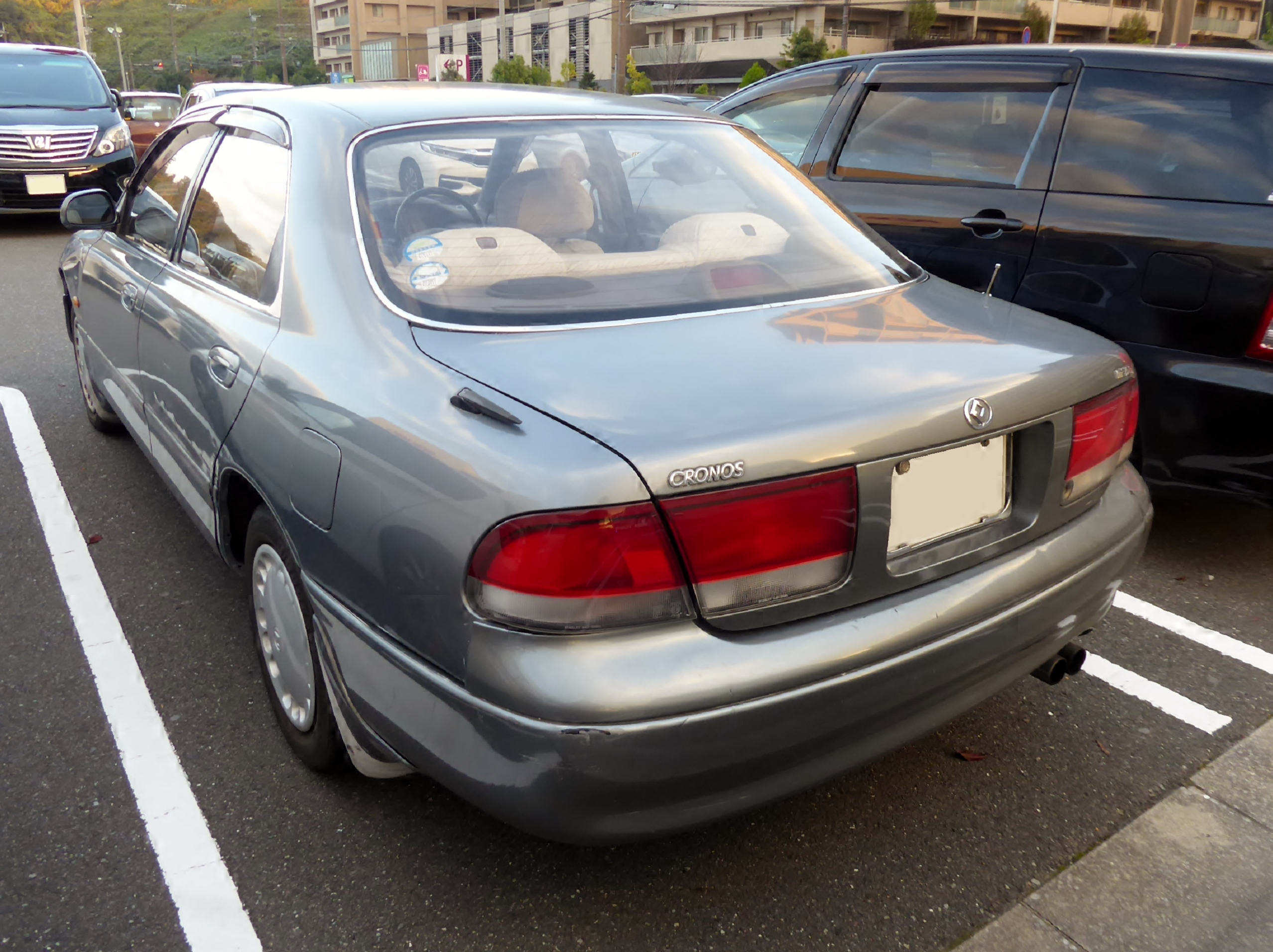
마쓰다 크로노스 정측면

1991년에 5세대 카펠라가 단종된 후 세단은 크로노스, 해치백은 앙피니 MS-6로 선보였다. 해외에서는 둘 다 626으로 계속 판매되었다. 1992년에는 세단의 파생 차종인 오토잼 클레프가 출시되었고, 대한민국의 기아에서는 크레도스를 개발할 때 이 차의 플랫폼과 엔진을 베이스로 사용하였다. 유럽 시장에서는 신선한 디자인 등 여러 면에서 호평을 받으며 높은 인기를 누렸다. 하지만 일본 내에서는 갑자기 카펠라 이름을 폐기시킨 것과 자나치게 비대해진 차체로 인해 인기가 식어버렸으머, 외국에서 호평받았다는 것을 광고에서 어필했음에도 불구하고 심각한 판매 부진에 시달렸다. 게다가 로드스터 출시 후 벌어들인 수익을 신형차를 개발하는 데만 투자한 나머지 회사가 도산 위기에 내몰릴 뻔 했으며, 이를 두고 일본 내에서는 크로노스의 비극이라고 불렀다. 이후 크로노스와 앙피니 MS-6는 1995년까지만 간간히 판매한 후 해외 수출로만 돌렸으며, 1994년에 일본 시장에 맞게 다시 개발한 카펠라를 출시하였다.

### 카펠라

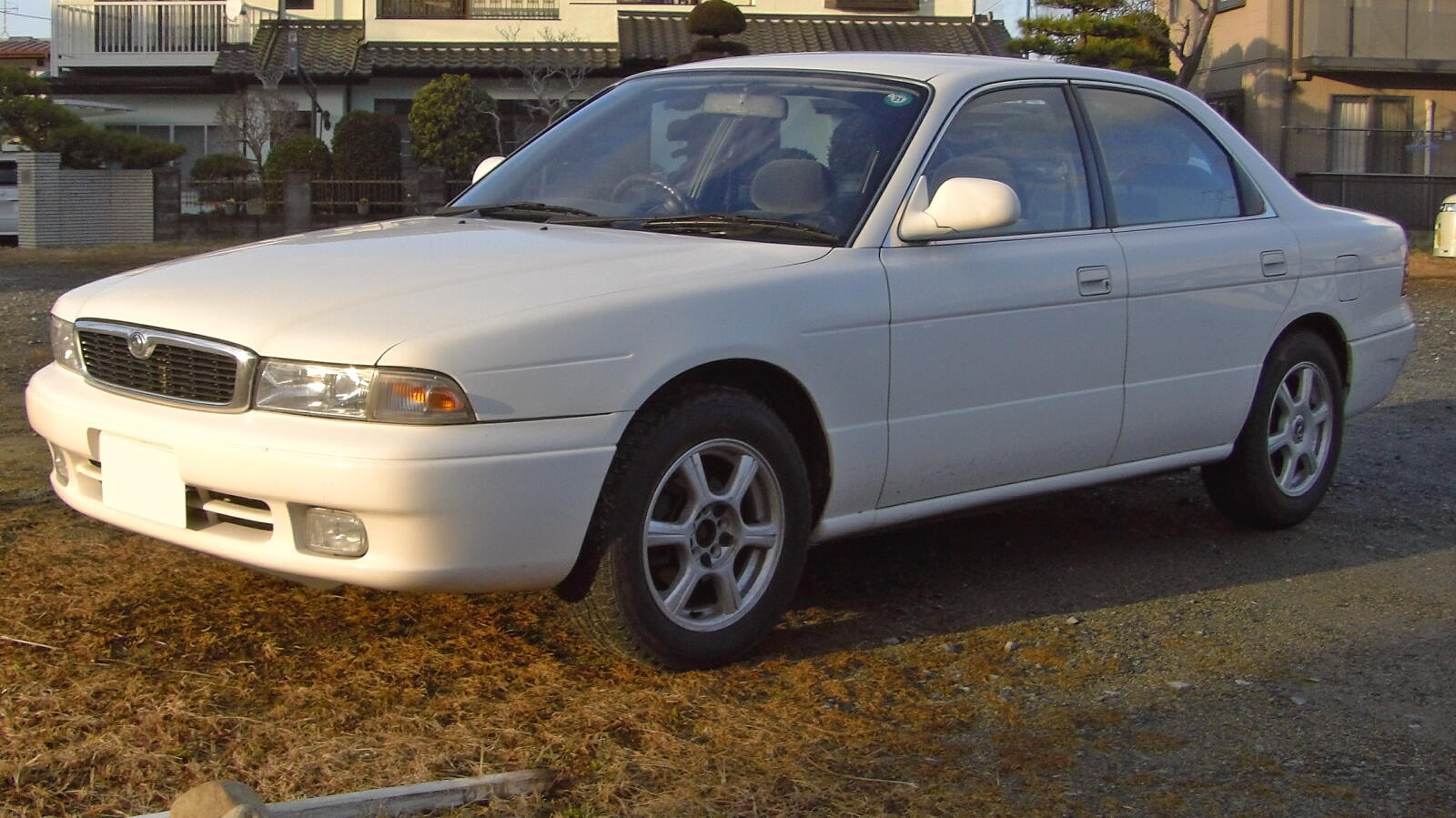
마쓰다 카펠라 정측면

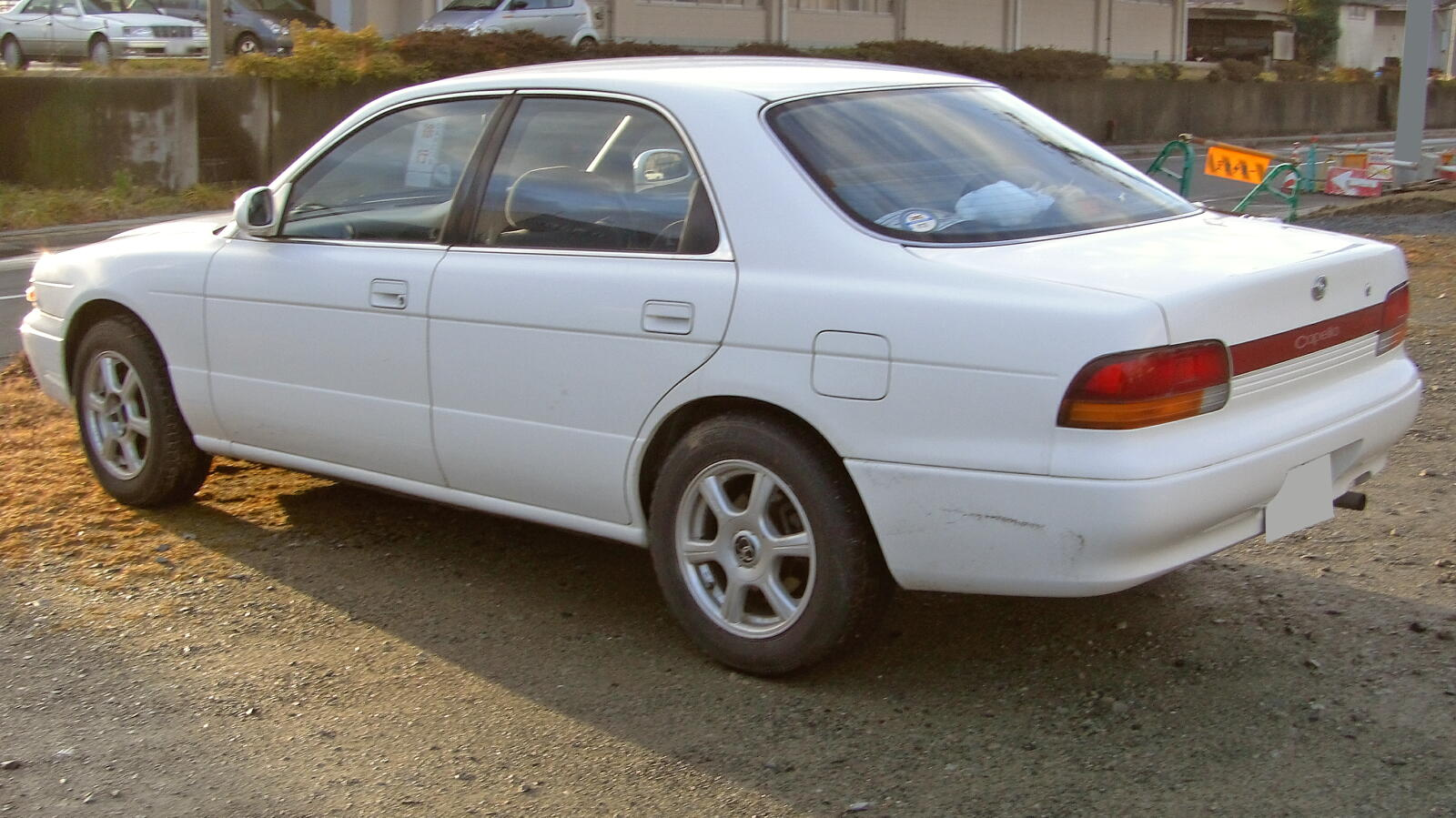
마쓰다 카펠라 후측면

1994년에 출시되었다. 개발 기간 9개월 정도로 매우 짧았으며 이로 인해 마쓰다가 크로노스의 비극으로 인해 얼마나 궁지에 몰려 있었는지를 이야기하는 차가 아니냐는 의견도 있었다. 전면부 디자인이 당시 판매되고 있었던 대형차인 센티아와 비슷한 궤를 이루고 있었단 게 특징이었으며, 실내 품질 등이 전작에 비해 다소 저렴해 보인다는 부정적인 평가가 있었다. 하지만 이 클래스의 차에 들어가는 장비들은 다 갖췄으면서도 가격 인상은 최소화했고, 5넘버 사이즈에 부합하는 차체 크기 덕에 세금과 크기 부담이 적어 크로노스보다 더 좋은 성적을 거두었다. 1997년에 7세대가 출시되며 단종되었다.

## 7세대 GF/GW (1997-2002)

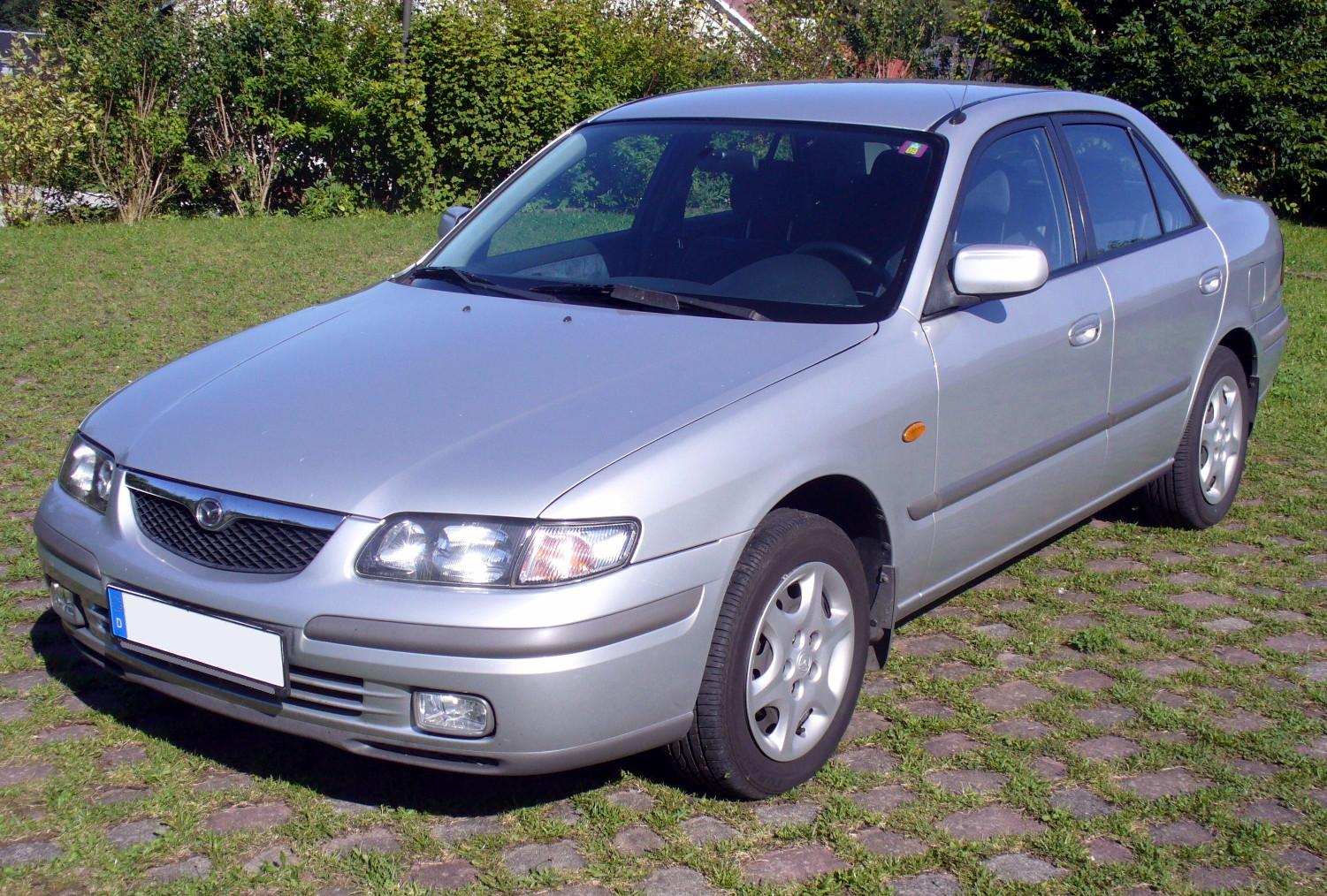
마쓰다 카펠라 정측면

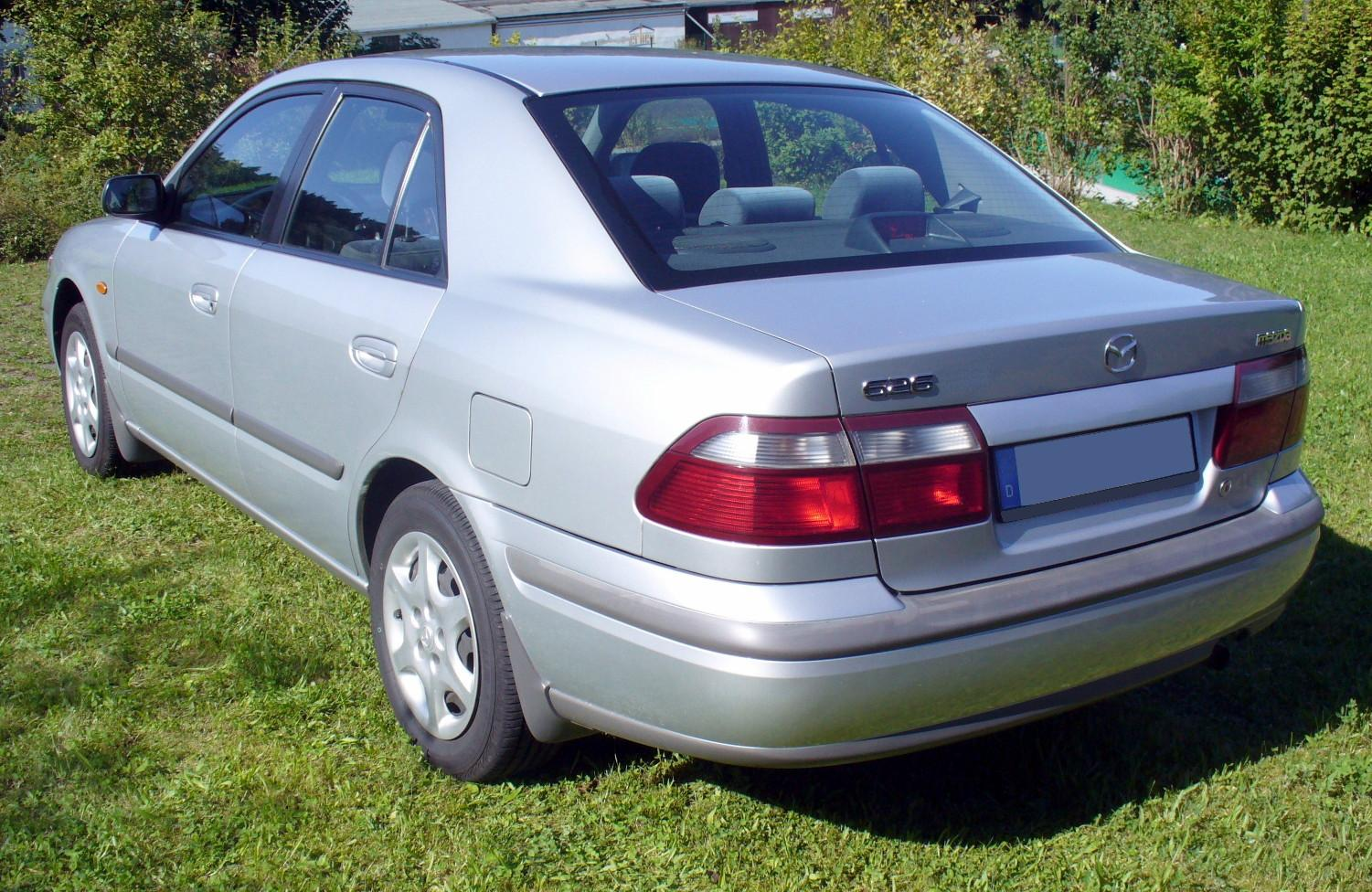
마쓰다 카펠라 후측면

1997년 출시되었으며, 이 세대부터는 일본을 비롯한 세계시장용 모델과 북미 시장용 모델이 갈라졌다. 조수석 시트를 앞으로 접으면 테이블이 되는 등 다양한 활용성을 지닌 시트 바리에이션이 돋보였다. 1999년 페이스리프트를 거치며 마쓰다의 새로운 패밀리 룩이 적용되었으며, 디젤 사양은 삭제되었다. 2000년에는 왜건 사양에 한해 NAVI스포츠@ 사양이 발매되었다. 2002년 초반에 후속 차종인 아텐자의 출시로 단종됨에 따라 30년 이상 사용한 차명은 자취를 감추었다.
북미 시장에서 판매된 모델 역시 1997년에 출시되었으며, 전작의 디자인의 계승하여 세계 시장용과는 전혀 다른 인상이 되었으며 차체 크기도 더 커진데다 더 무거워졌다. 1999년 그릴 디테일과 일부 사양을 변경하는 마이너체인지를 거쳤으며 2002년 8월 30일에 단종되었다.